# ولسوالی گیان
گیان یکی از ولسوالیهای ولایت پکتیکا در جنوب خاوری افغانستان است با جمعیت نزدیک به ۴۲۴۹۵ نفر.